# ليوناردو ألبرتو غونزاليس
ليوناردو ألبرتو غونزاليس (بالإسبانية: Leonardo Alberto González) هو لاعب كرة قدم فنزويلي في مركز الدفاع، ولد في 14 يوليو 1972 في فاليرا في فنزويلا. شارك مع منتخب فنزويلا لكرة القدم. أما مع النوادي، فقد لعب مع Trujillanos F.C. ‏.

## وصلات خارجية
- ليوناردو ألبرتو غونزاليس على موقع الاتحاد الدولي (مؤرشف)  (الإنجليزية)
- ليوناردو ألبرتو غونزاليس على موقع قاعدة بيانات كرة القدم.إي يو (الإنجليزية)
- ليوناردو ألبرتو غونزاليس على موقع ناشيونال فوتبول تيمز (الإنجليزية)